# Bratkowice (gmina)
Gmina Bratkowice – dawna gmina wiejska funkcjonująca w latach 1941–1944 pod okupacją niemiecką w Polsce. Siedzibą gminy były Bratkowice.
Gmina Bratkowice została utworzona przez władze hitlerowskie z terenów okupowanych przez ZSRR w latach 1939–1941 (vide rejony gródecki i janowski), stanowiących przed wojną gminę Rodatycze oraz część gminy Białogóra (Burgthal, Haliczanów, Hartfeld i Rzeczyczany) w powiecie gródeckim w woj. lwowskim (obie gminy zniesiono pod okupacją).
Gmina weszła w skład powiatu lwowskiego (Kreishauptmannschaft Lemberg), należącego do dystryktu Galicja w Generalnym Gubernatorstwie. W skład gminy wchodziły miejscowości: Bar, Bratkowice, Burgthal, Dobrzany, Doliniany, Haliczanów, Hartfeld, Milatyn, Putiatycze, Rodatycze, Rzeczyczany, Tuczapy, Wołczuchy i Zbadyń-Kuttenberg.
| Miejscowości / gromady                                                                                       | Rejon w ZSRR (1939–1941) | Gmina (II RP) | Powiat (II RP) |
| --- | ------------------------ | ------------- | -------------- |
| Bar, Bratkowice, Dobrzany, Doliniany, Milatyn, Putiatycze, Rodatycze, Tuczapy, Wołczuchy i Zbadyń-Kuttenberg | gródecki                 | Rodatycze     | gródecki       |
| Burgthal (z Drozdowicami), Haliczanów, Hartfeld i Rzeczyczany                                                | janowski                 | Białogóra     | gródecki       |

Po wojnie obszar gminy włączono do ZSRR.